# NSG Borstgrasrasen Alt Mölln
NSG Borstgrasrasen Alt Mölln este o arie protejată (arie specială de conservare — SAC, sit de importanță comunitară — SCI) din Germania întinsă pe o suprafață de 12 ha, integral pe uscat.

## Localizare
Centrul sitului NSG Borstgrasrasen Alt Mölln este situat la coordonatele 53°37′54″N 10°39′20″E / 53.6317°N 10.6556°E.

## Înființare
Situl NSG Borstgrasrasen Alt Mölln a fost declarat sit de importanță comunitară în septembrie 2004 pentru a proteja un număr necunoscut de specii din flora spontană și fauna sălbatică aflate în arealul zonei. Situl a fost protejat și ca arie specială de conservare în ianuarie 2010.

## Biodiversitate
Situată în ecoregiunea continentală, aria protejată conține 2 habitate naturale: Formațiuni ierboase bogate în specii de Nardus, dezvoltate pe substraturi silicioase în zone montane (și în zone submontane, în Europa continentală), Păduri de fag Asperulo-Fagetum.
La baza desemnării sitului se află un număr nedeclarat de specii protejate: